# Nomorhamphus
Nomorhamphus es un género de peces beloniformes de la familia zenarcoptéridos.

## Especies
Se reconocen las siguientes especies:
- Nomorhamphus australis (Brembach, 1991)
- Nomorhamphus bakeri (Fowler & Bean, 1922)
- Nomorhamphus brembachi (Vogt, 1978)
- Nomorhamphus celebensis (Weber & de Beaufort, 1922)
- Nomorhamphus ebrardtii (Popta, 1912)
- Nomorhamphus hageni (Popta, 1912)
- Nomorhamphus kolonodalensis (Meisner & Louie, 2000)
- Nomorhamphus liemi (Vogt, 1978)
- Nomorhamphus manifesta (Meisner, 2001)
- Nomorhamphus megarrhamphus (Brembach, 1982)
- Nomorhamphus pectoralis (Fowler, 1934)
- Nomorhamphus philippina (Ladiges, 1972)
- Nomorhamphus pinnimaculata (Meisner, 2001 )
- Nomorhamphus ravnaki (Brembach, 1991)
- Nomorhamphus rossi (Meisner, 2001)
- Nomorhamphus sanussii (Brembach, 1991)
- Nomorhamphus towoetii (Ladiges, 1972)
- Nomorhamphus vivipara (Peters, 1865)
- Nomorhamphus weberi (Boulenger, 1897)